# Horacio Quiroga
Horacio Silvestre Quiroga Forteza (31. december 1878 i Salto, Uruguay – 19. februar 1937 i Buenos Aires) var en uruguaysk forfatter. 

## Udvalgte værker
- Los arrecifes de coral (digte, forlag Siglo Ilustrado, Montevideo, 1901).
- El crimen de otro (historier, 1904).
- Historia de un amor turbio (roman, forlag Moen, Buenos Aires, 1908).
- Cuentos de amor de locura y de muerte (historier, forlag Mercatali, Buenos Aires, 1917).
- Cuentos de la selva (historier, forlag Editorial Cooperativa, Buenos Aires, 1918).
- El salvaje (Cooperativa, Buenos Aires, 1920).
- Los sacrificados (teater, Cooperativa, Buenos Aires, 1920).
- Anaconda (historier, Agencia Nacional de Librerías, 1921).
- El desierto (Editorial Babel, Buenos Aires, 1924).
- Los desterrados (Babel, Buenos Aires, 1926).
- Pasado amor (roman, Babel, Buenos Aires, 1929).
- Suelo natal (1931, med Leonardo Glusberg).
- Más allá (forlag Sociedad Amiga del Libro Rioplatense, Buenos Aires, 1935).